# Keyyo

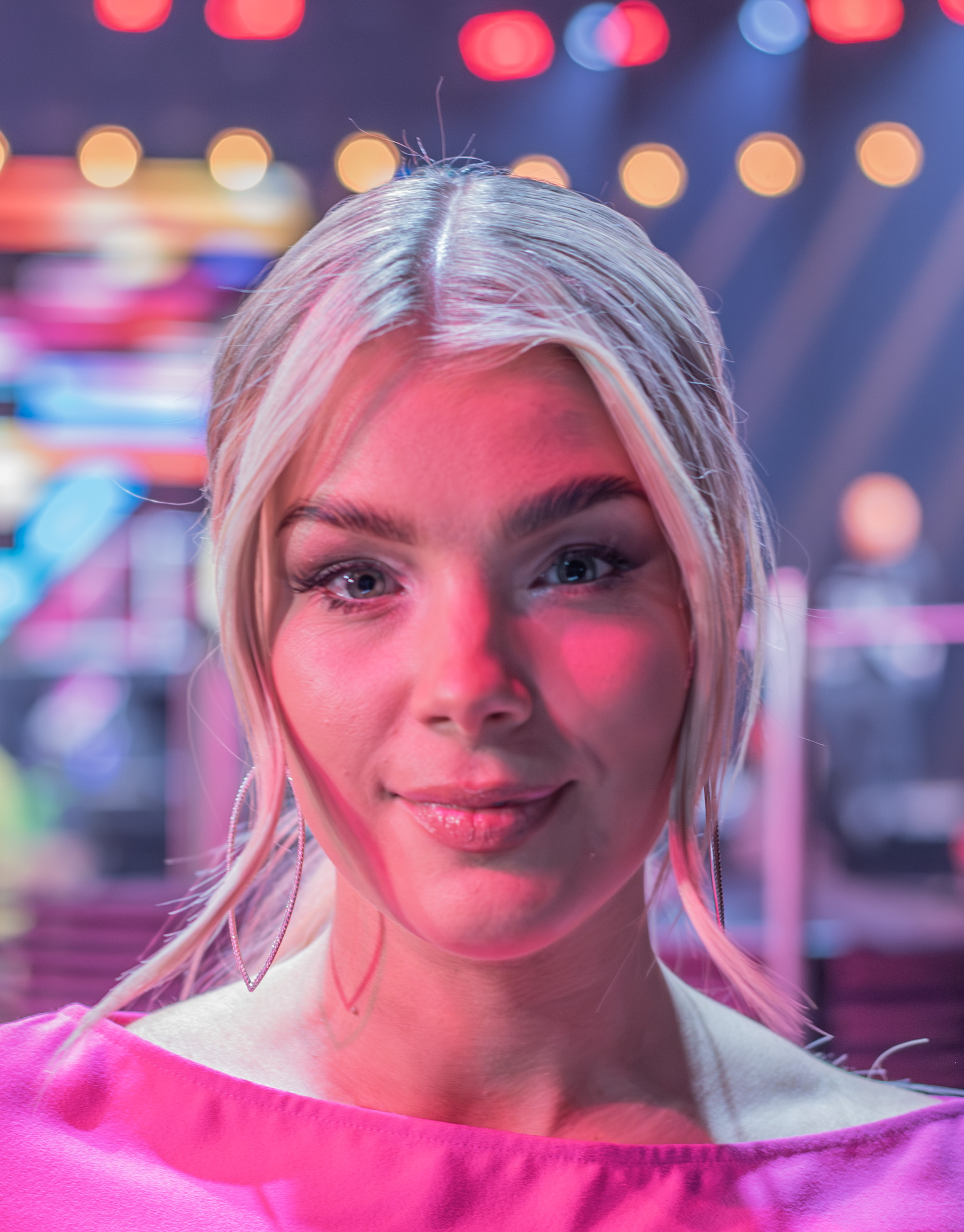
Keyyo beim Melodifestivalen 2025

Keyyo (* 27. Februar 1997 in Omsk, Russland), bürgerlicher Name Kristina Petruschina (russisch Кристина Петрушина), ist eine schwedische Hörfunk-, Fernseh- und Veranstaltungsmoderatorin, Komikerin,  und ehemalige YouTuberin.

## Leben
Keyyo wurde in der russischen Millionenstadt Omsk geboren. Im Alter von acht Jahren zog sie mit ihrer Mutter, die dort einen Mann kennengelernt hatte, nach Schweden und wuchs zunächst in Smedjebacken auf. Nach der Trennung zog sie mit ihrer Mutter nach Göteborg. Dort begann Keyyo damit, einen Videoblog auf YouTube zu betreiben, der über 350.000 Abonnenten erreichte. Dort berichtete sie über ihr alltägliches Leben und führte Sketche auf.
Dadurch wurde der schwedische Fernsehsender SVT auf sie aufmerksam. Im Jahr 2014 startete Keyyo ihre Fernsehkarriere mit der Comedy-Show Keyyo och co auf SVT Play, 2015 folgte dort Ombytta roller med Keyyo.
In der SVT-Serie Må underbart med Tiffany Persson übernahm Keyyo 2016 die Rolle der Irina. Im Jahr 2017 wurde sie Moderatorin der Morgensendung Morgonpasset i P3 auf Sveriges Radio P3. Zudem moderierte sie 2017 und 2018 gemeinsam mit Pär Lernström die schwedische Talentshow Talang (die schwedische Ausgabe von Got Talent) auf TV4. Von 2017 bis 2024 betrieb sie zusammen mit Hampus Hedström den Podcast Frågar åt en kompis, in dem unter dem Motto der Ausrede „ich frage für einen Freund“ (so der schwedische Name des Podcasts) alltägliche Fragen bis hin zu skurrilsten Überlegungen diskutiert wurden. 2019 reiste sie für die SVT-Serie Keyyo med Rheborg i Ryssland mit dem Komiker Johan Rheborg mit der Transsibirischen Eisenbahn durch Russland.
2021 nahm sie an der schwedischen Ausgabe von Let’s Dance teil. Im Jahr 2022 war sie für ihre Beteiligung an der Unterhaltungssendung Svenska powerkvinnor für den schwedischen Fernsehpreis Kristallen in der Kategorie Fernsehpersönlichkeit des Jahres nominiert. Im Jahr 2023 moderierte sie die Vergabe des Preises.
Gemeinsam mit Edvin Törnblom moderierte Keyyo das Melodifestivalen 2025.